# Printemps

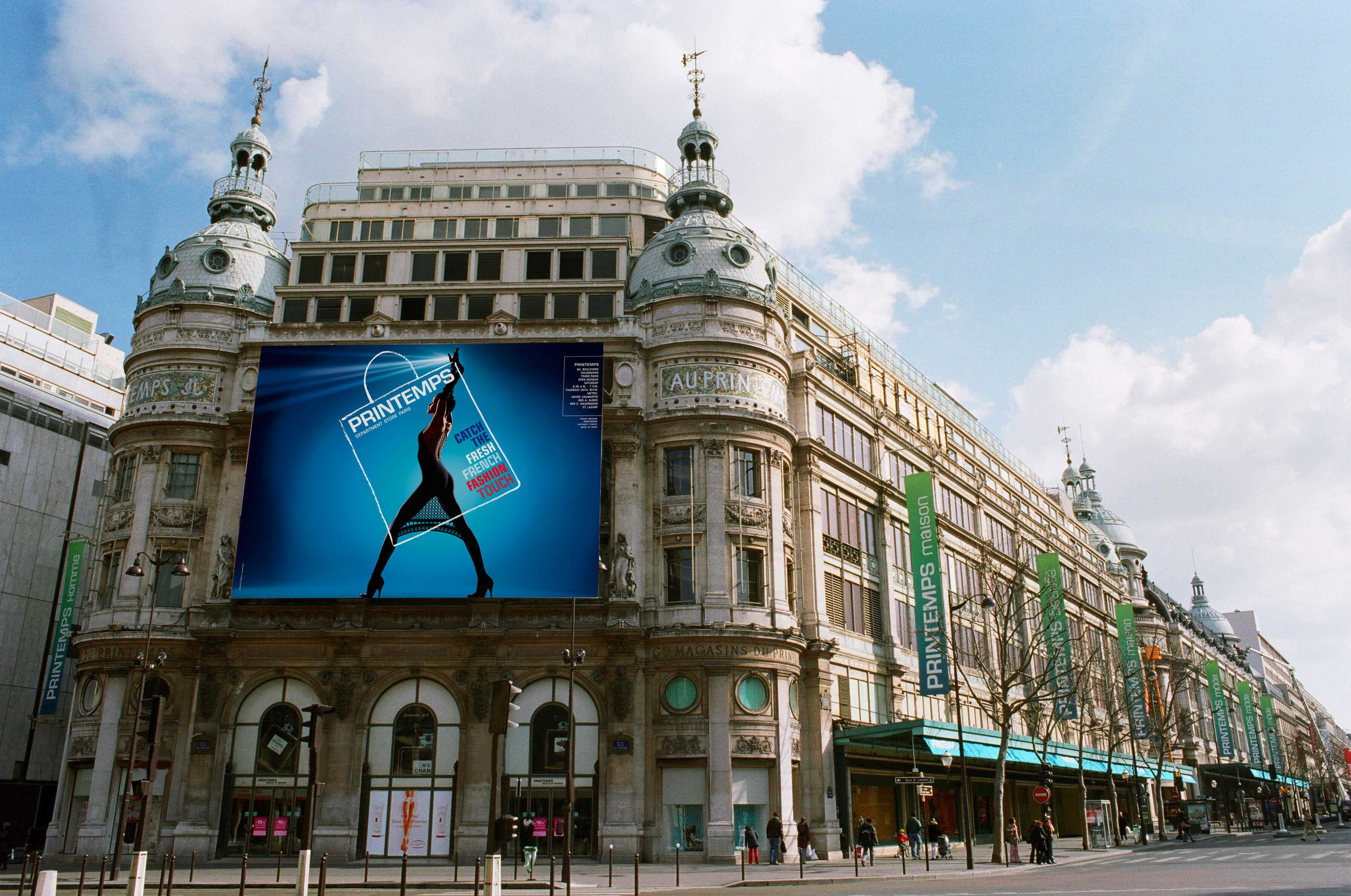
Đại cửa hàng Printemps trên đại lộ Haussmann

Printemps là một hệ thống cửa đại cửa hàng của Pháp, chủ yếu về thời trang. Được thành lập từ năm 1865, hiện nay Printemps có 22 cửa hàng trên khắp nước Pháp và hai cửa hàng nữa ở Andorra và Tokyo.
Cửa hành lớn nhất của hệ thống này nằm ở khu vực thương mại gần đại lộ Haussmann ở Quận 9 Paris, bên cạnh Galeries Lafayette. Trong tiếng Pháp, Printemps có nghĩa là mùa xuân.

## Printemps Haussmann
Cửa hàng chính Printemps trên đại lộ Haussmann gồm hai tòa nhà lớn chạy dọc đại lộ dành cho nội thất và thời trang nữ, cùng một tòa nhà khác phía trong dành cho thời trang nam giới. Vòm lớn của cửa hàng được trang trí các ô kính màu theo phong cách Art Nouveau.